# 沙丘平台遗址
沙丘平台遗址，位于中国河北省邢台市广宗县大平台村，为省级文物保护单位，类型为古遗址，公布时间为2001年2月7日。
沙丘平台遗址的历史年代为商代至秦代。戰國時代趙國的沙丘之亂（前295年），以及秦代的沙丘之變（前210年）皆發生於此地。